# Incident de l'îlot Snipe

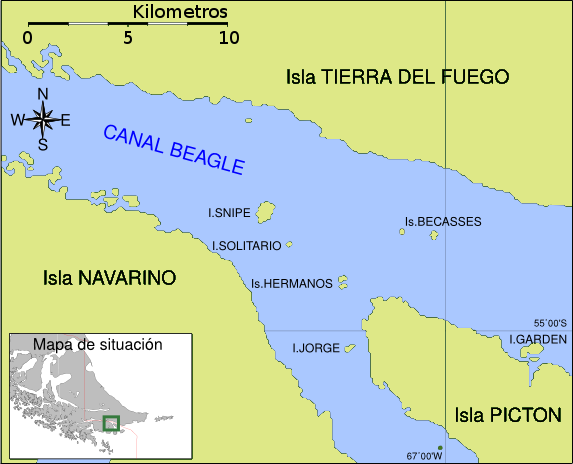

L'incident de l'îlot Snipe est un incident frontalier qui eut lieu entre l'Argentine et le Chili en 1958 dans le cadre d'une dispute territoriale plus globale, connue sous le nom de conflit du Beagle.
L'îlot Snipe, située à une mille nautique de l'île Navarino, au sud de la Terre de Feu, est une petite formation rocheuse dotée d'une faible végétation qui était alors habité par un indien yámana chilien, autorisé par le gouvernement de ce pays à y faire paitre un troupeau de moutons.

## Contexte
Les deux pays étaient alors en désaccord sur la souveraineté et les droits maritimes associés des îles situées dans le canal Beagle. L'îlot Snipe, un îlot inhabité situé entre l'île Navarino et l'île Picton, était revendiqué par les deux pays. 
Au niveau de son embouchure orientale, le canal Beagle se divise en deux bras avec chacun son embouchure respective ; le Chili considérait que la frontière maritime entre les deux pays devait se situer au centre du bras nord, appelé canal Moat et englober ainsi l'îlot Snipe dans le territoire chilien ; l'Argentine, en revanche, affirmait que la frontière était située au centre du bras passant au sud de l'îlot, le paso Picton, car il était plus profond. Ce bras sud contournait également par le sud les îles Picton et Lennox. Pour autant, Picton et Nueva resteraient non pas au sud mais au nord-est du canal Beagle et en accord avec le Traité de 1881 entre l'Argentine et le Chili appartenaient au Chili (voir la Sentence arbitrale de 1977 (es)). Ainsi, l'Argentine revendiquait aussi les îles Lennox, Nueva et Picton et affirmait qu'elles étaient situées dans l'océan Atlantique, alors que le Chili que ces îles étaient dans l'océan Pacifique, conformément à sa définition de la division naturelle des océans ou Arc de Scotia. 
Conformément à l'Arbitrage du canal Beagle (en) et au Traité de Paix et d'Amitié, c'est la position chilienne qui a été retenue.

## L'incident

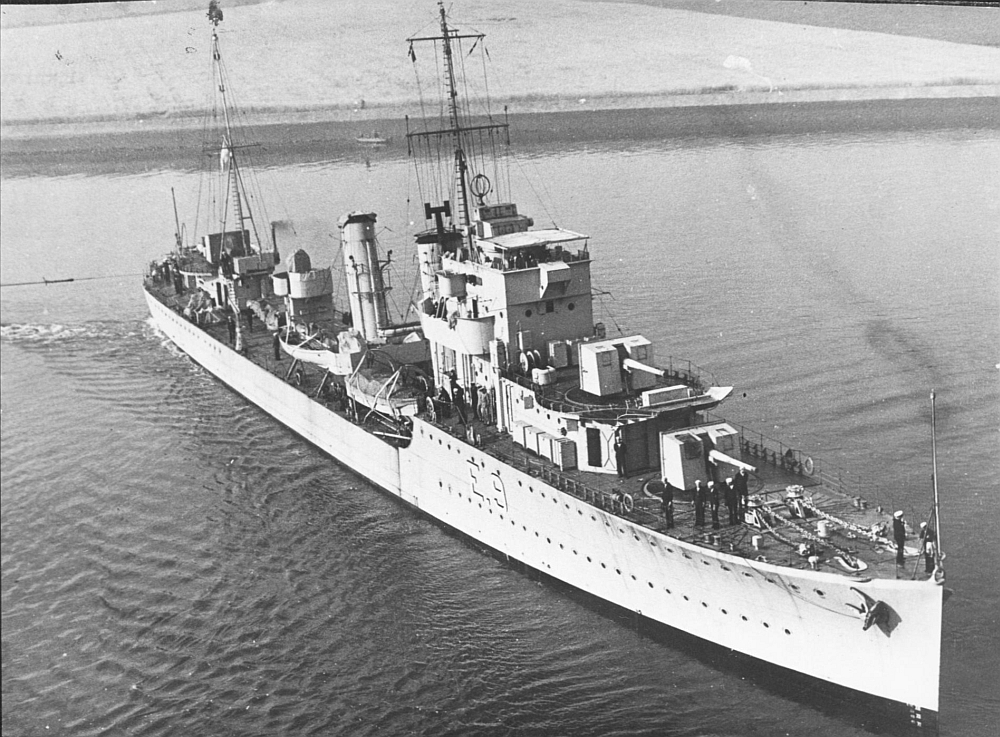
Le destroyer ARA San Juan en 1938, l'année de son entrée en service.

L'incident débute le 12 janvier 1958 lorsque des hommes d'équipage du transporteur de la Marine chilienne Milcavi commencent la construction d'un phare sur l'îlot Snipe pour faciliter la navigation dans le canal. Le système lumineux du phare est mis en fonctionnement le 1er mai.
En avril, Isaac Francisco Rojas, qui est alors Commandant des Opérations navales de la Marine argentine, ordonne la destruction du phare chilien et son remplacement par un phare argentin.

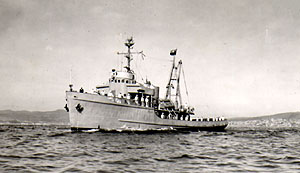
Le patrouilleur Lientur de la Marine chilienne, un ancien remorqueur de l'US Navy.

Le 11 mai, le phare argentin est à son tour démantelé et transporté à Puerto Williams par l'équipage du patrouilleur Lientur. Puis, le 15 mai, le même équipage récupère les restes du premier phare chilien qui avait été détruit et dont une partie des matériaux avait été jetés à la mer par l'équipage du patrouilleur argentin ARA Guaraní.
Le 8 juin, un nouveau phare chilien est installé sur l'îlot par l'équipage du Lientur.
Le lendemain, le phare est bombardé et détruit par les canons de 4,7 pouces du destroyer argentin ARA San Juan et une compagnie d'infanterie de marine argentine occupe l'îlot pour imposer les revendications argentines.
Malgré l'escalade militaire, une trêve est conclue entre les deux parties, prévoyant le retour au statu quo : l'île resterait dépourvue de phare et les troupes argentines se retireraient de l'îlot.

## Conséquences
Le conflit sur la question de la souveraineté sur l'îlot (et plus généralement la zone du canal du Beagle) n'est pas tranché. L'Argentine continuera à affirmer que la souveraineté de la zone était disputée et, en l'absence de solution satisfaisante, la zone restera inexploitée économiquement.
Pour faire face à la crise, le gouvernement chilien votera - dans les derniers jours du second gouvernement de Carlos Ibáñez del Campo, une loi dite « Ley Reservada del Cobre (en) » qui prévoyait qu'une partie des bénéfices de l'entreprise publique Codelco, spécialisée dans l'exploitation de mines de cuivre, seraient affectés à l'acquisition et à l'entretien de matériel militaire.
Vingt ans plus tard, en 1978, afin d'éviter d'être à nouveau placé sous le fait accompli, le Chili enverra des troupes sur l'îlot Snipe et dans les îles situées au sud du canal Beagle avant le déclenchement de l'opération Soberanía, opération militaire argentine qui prévoyait l'invasion de ces îles.
La souveraineté sur l'îlot Snipe sera tranchée par le Traité de Paix et d'Amitié entre l'Argentine et le Chili de 1984, il est aujourd'hui internationalement reconnu comme appartenant au territoire chilien. Un phare a depuis été construit sur l'îlot.

### Sources et bibliographie
- (es) Hugo Alsina Calderón, « El incidente del islote Snipe », Revista Marina,‎ 1998 (lire en ligne)
- (es) El Mercurio de Valparaíso, 17 août 2008
- (es) Isaac Francisco Rojas, La Argentina en el Beagle y Atlantico sur, (1re Parte), Editorial Diagraf ;
- (de) Michael Radseck, Rohstoffe und Rüstung. Hintergründe und Wirkungen ressourcenfinanzierter Waffenkäufe in SüdamerikaLateinamerika, Analysen 16, Hambourg, ILAS, 1/2007, [lire en ligne], S. 203-241 ;
- (es) « Historia General de las Relaciones Exteriores de la República Argentina » dans Algunas cuestiones con los países vecinos, [lire en ligne].